# Locking Horns
Locking Horns est un album de Jazz du trompettiste Joe Newman et du saxophoniste Zoot Sims. Il est publié par Rama Records.

## Enregistrement

### Musiciens
La session est enregistrée en 1958 par un quintet qui est composé de :
- Joe Newman (tp), Zoot Sims (ts), Adrian Acea (p), Oscar Pettiford (b), Osie Johnson (d).

### Dates et lieux
- New York, 1958

## Titres
| N°     | Titre              | Compositeur  | Durée |
| ------ | ------------------ | ------------ | ----- |
| Face 1 |                    |              |       |
| 1.     | Corky              | Joe Newman   |       |
| 2.     | Mambo for Joe      | Johnny Acea  |       |
| 3.     | Wolfafunt's Lament | Bill Graham  |       |
| 4.     | Midnite Fantasy    | Johnny Acea  |       |
| 5.     | Tater Pie          | Johnny Acea  |       |
| Face 2 |                    |              |       |
| 6.     | On Shay            | Johnny Acea  |       |
| 7.     | Bassing Around     | Osie Johnson |       |
| 8.     | Oh Joe             | Joe Newman   |       |
| 9.     | Susette            | Johnny Acea  |       |
| 10.    | Similar Souls      | Osie Johnson |       |

## Discographie
- 1958, Rama Records - RLP 1003 (LP)